# Ева-Лив
Ева-Лив — северо-восточный остров архипелага Земля Франца-Иосифа, входит в состав группы островов Белая Земля. Площадь острова 288 км², наивысшая точка — 381 метр, покрыт двумя ледниковыми куполами. Административно относится к Приморскому району Архангельской области России.
Отделён от острова Фреден проливом Сарса. Крайняя западная точка — мыс Клюв, северо-восточнее которого был расположен остров Месяцева, ранее бывший мысом до 1995 года, а затем растаявший в 2024 году. В 2015 году площадь острова Месяцева составляла 53 га. Был назван в честь Ивана Месяцева.
В состав Белой Земли, кроме острова Ева-Лив, входят два более мелких острова — Аделаиды и Фреден. От основной части архипелага Земля Франца-Иосифа Белая Земля отделена широким (45 км) проливом Северо-Восточный.

## История открытия

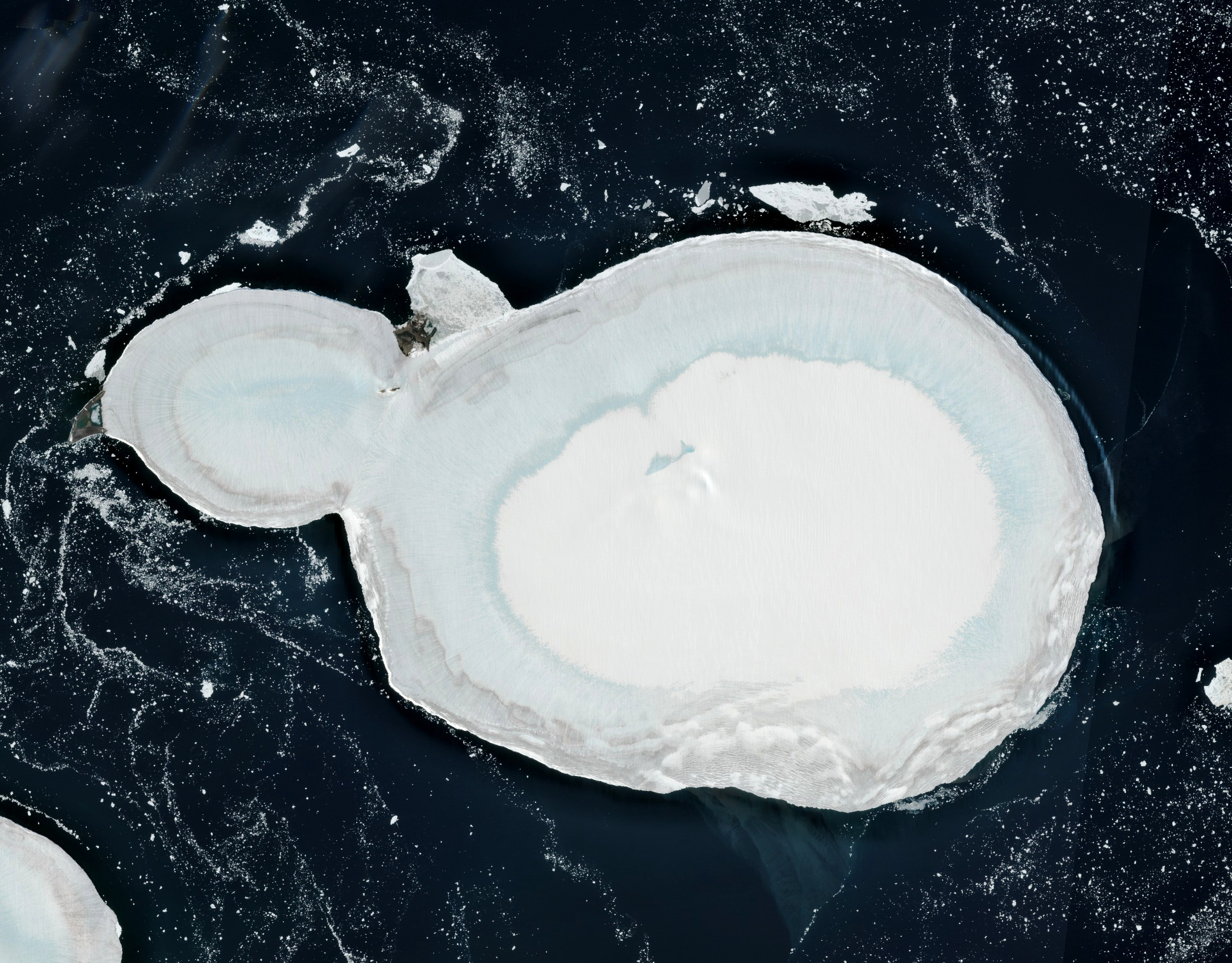
Фотография Sentinel-2 острова от 2020 года

Название острову дал норвежский полярный исследователь Фритьоф Нансен, достигший его побережья 10 августа 1895 года во время полярной экспедиции 1893—1896 годов. Нансен ошибочно принял Ева-Лив за два отдельных острова и назвал в честь своей жены Евы и дочери Лив. Участники советской экспедиции 1932 года на судне «Николай Книпович» установили, что «остров» Лив в действительности является полуостровом на западном окончании острова Ева. По предложению участника экспедиции контр-адмирала Николая Зубова остров получил своё нынешнее двойное название:106. Ошибка Нансена объясняется вечными льдами Земли Франца-Иосифа, из-за которых порой сложно определить, где кончается суша и начинается море.

## Близлежащие малые острова
- В нескольких километрах к юго-западу от острова Ева-Лив расположен небольшой, длиной всего 2 километра, остров Аделаиды, названный так в честь матери Нансена.
- В 3 километрах к югу от острова Аделаиды лежит небольшой, около 9 километров в длину, остров овальной формы Фреден.